# La Falda
La Falda is een plaats in het Argentijnse bestuurlijke gebied Punilla in de provincie Córdoba. De plaats telt 15.112 inwoners.

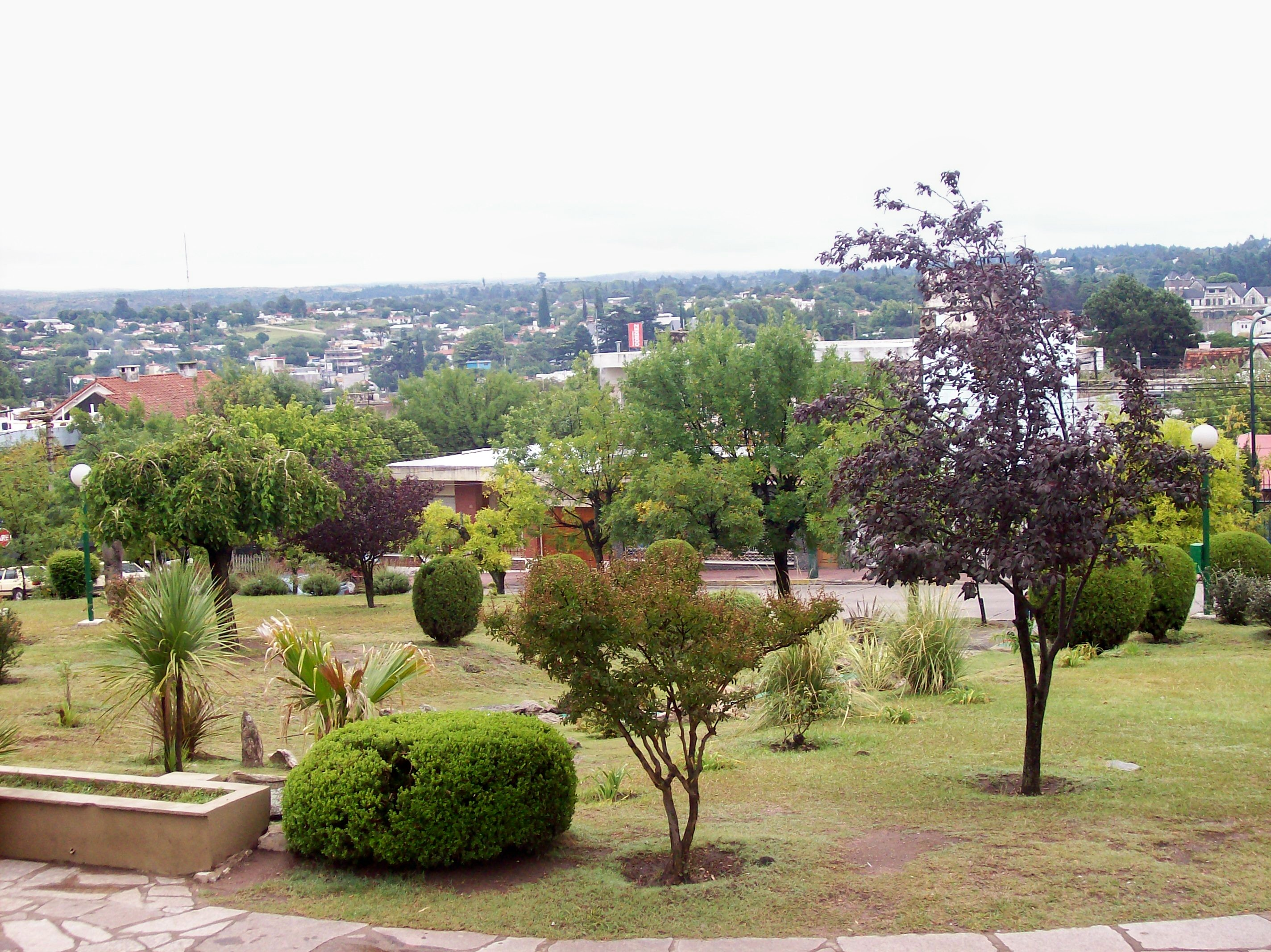
La Falda
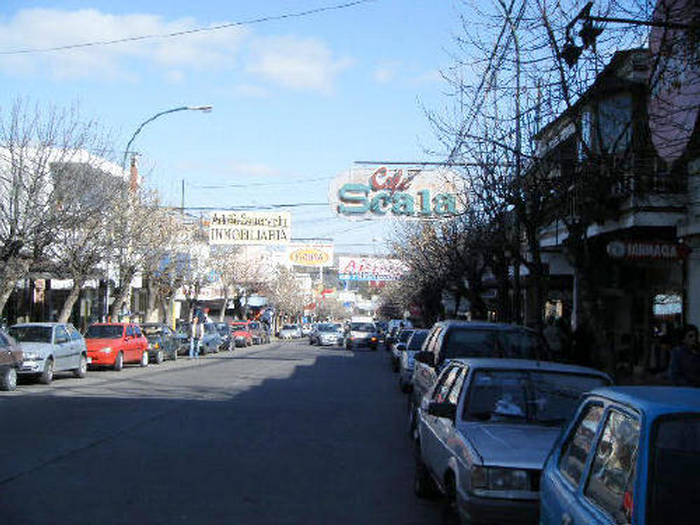
Avenida Eden
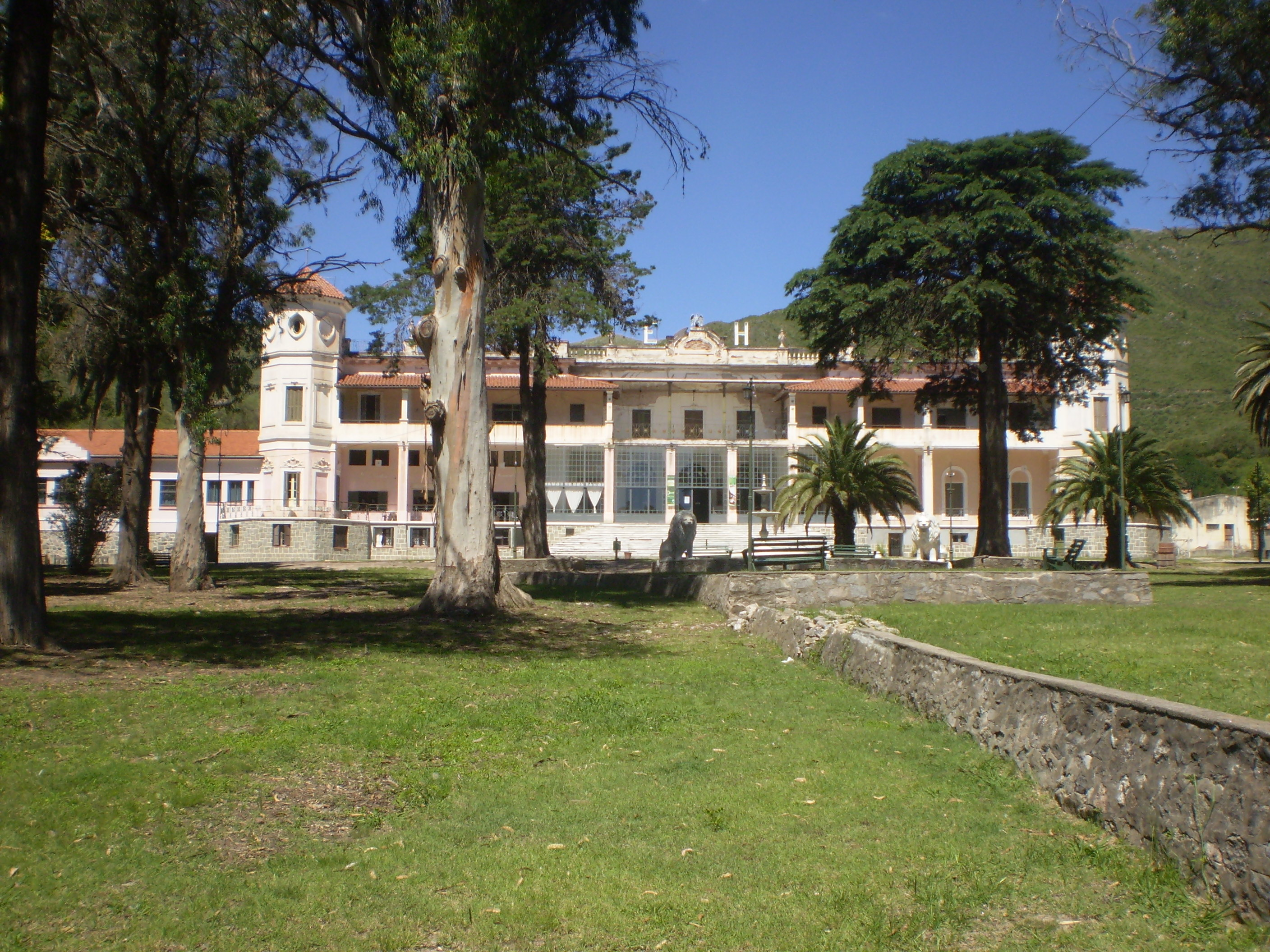
La Falda
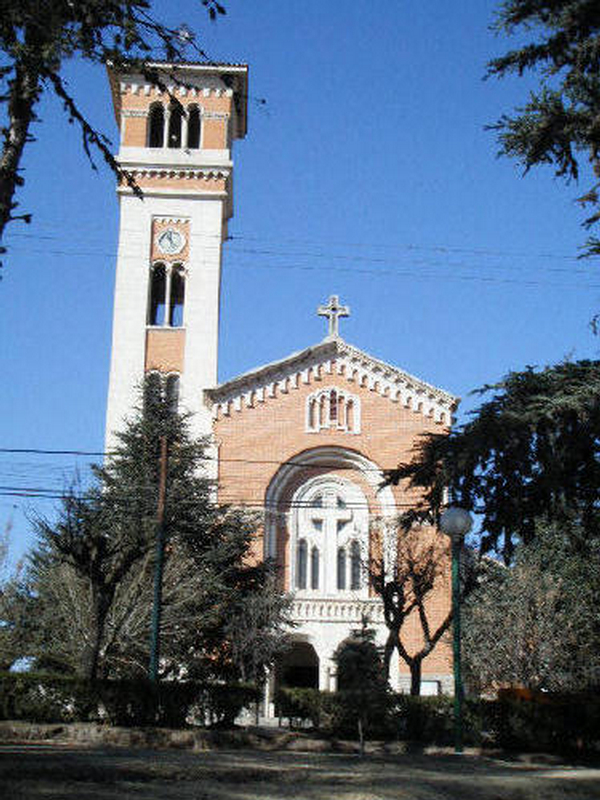
Parochiekerk van La Falda

## Geboren
- Sandra Torres (21 december 1974), langeafstandsloopster
- Matías Suárez (9 mei 1988), voetballer